# Intoxicación por betabloqueadores
Se denomina intoxicación por betabloqueadores al síndrome que se produce por ingerir demasiada cantidad de los medicamentos conocidos como betabloqueadores, ya sea accidentalmente o a propósito. El síndrome se caracteriza por ritmo cardíaco lento y presión arterial baja. Algunos betabloqueantes también pueden causar latidos cardíacos irregulares o niveles bajos de azúcar en la sangre. Los síntomas generalmente ocurren en las primeras dos horas, pero con algunas presentaciones del medicamento pueden no presentarse hasta las 20 horas. Una persona puede ser médicamente dada de alta si no presenta ningún síntoma 6 horas después de tomar una preparación de liberación inmediata.

## Betabloqueantes
Los betabloqueantes incluyen metoprolol, bisoprolol, carvedilol, propranolol y sotalol. Los cambios en el ECG pueden incluir prolongación de PR y QRS amplio. El dosaje de los niveles sanguíneos de betabloqueantes no es útil. Otras afecciones que pueden presentarse de manera similar incluyen Intoxicación por antagonistas de bloqueadores dec canales de calcio, síndrome coronario agudo e hiperpotasemia.

## Tratamiento
El tratamiento puede incluir esfuerzos para reducir la absorción del medicamento, entre ellos: carbón activado por vía oral si se administra poco después de la ingestión o irrigación intestinal total si se tomó una fórmula de liberación prolongada . No se recomienda tratar de provocar el vómito. Los medicamentos para tratar los efectos tóxicos incluyen: fluidos intravenosos, bicarbonato de sodio, glucagón, dosis altas de Insulina, vasopresores y Emulsión lipídica. La oxigenación por membrana extracorpórea y la estimulación eléctrica también pueden ser opciones. Algunos bloqueadores beta pueden eliminarse mediante diálisis.

## Incidencia
La toxicidad de los bloqueadores beta es relativamente poco común. Junto con los los bloqueadores de los canales de calcio y los bloqueadores beta (Digoxina), tienen una de las tasas más altas de muerte por sobredosis. Estos medicamentos estuvieron disponibles por primera vez en las décadas de 1960 y 1970.